# Monte San Calogero (Sciacca)
Il monte San Calogero (talvolta anche monte Kronio) è una collina situata a circa 7 km da Sciacca, comune italiano del libero consorzio comunale di Agrigento, in Sicilia, inserita in una riserva naturale orientata, gestita dall'Azienda foreste demaniali della Regione Siciliana.

## Caratteristiche generali
Chiamato anche monte Kronio, perché secondo la leggenda questi era la dimora della divinità greca Crono (padre di Zeus), il complesso raggiunge un'altitudine di 395,48 m s.l.m. su un'area di 50 ettari ed è costituita prevalentemente da calcare. 

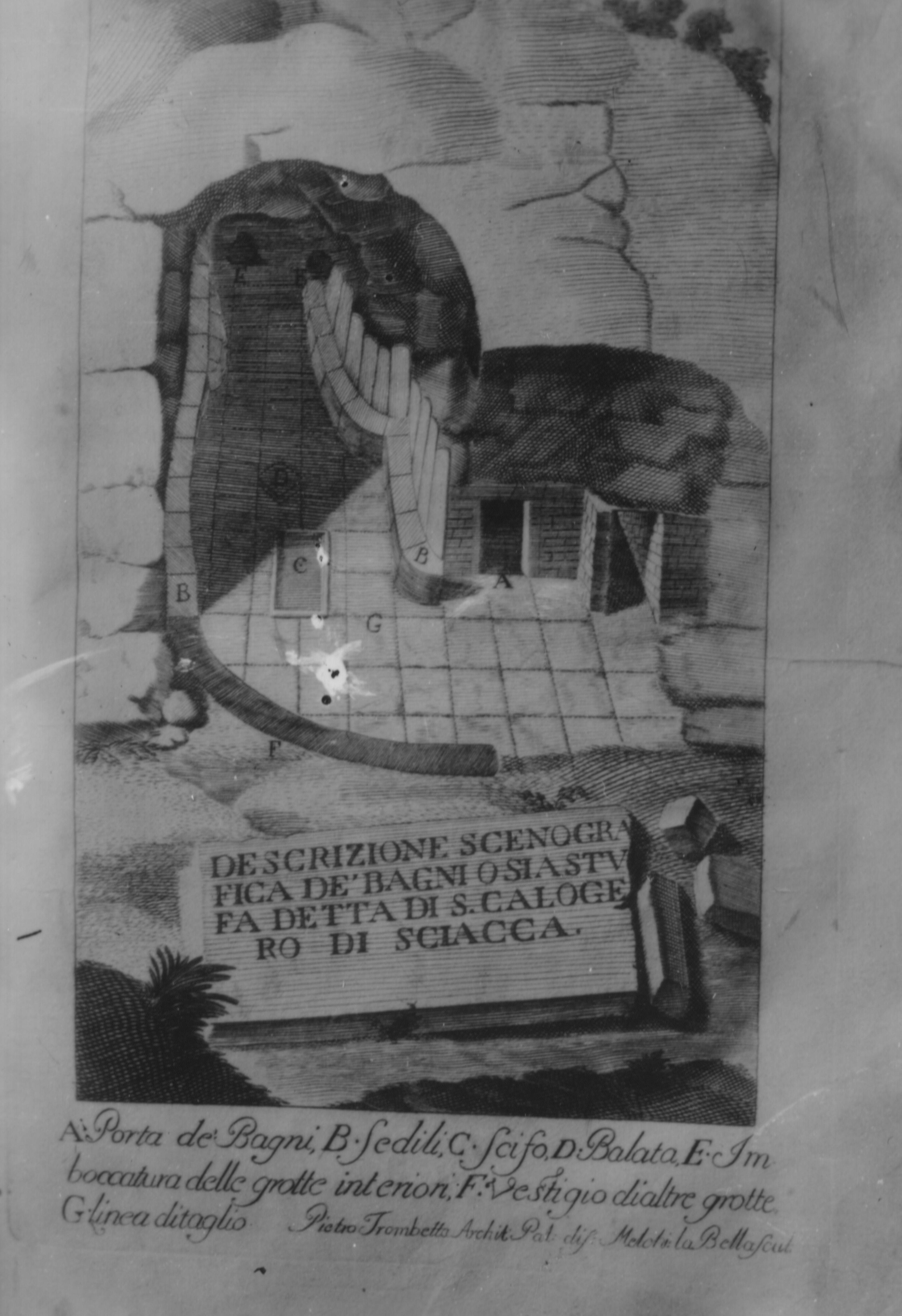
Iscrizione Grotta "Stufa di San Calogero"

La riserva si pone a protezione di un articolato labirinto di grotte interessate da fenomeni termali riconducibili a vulcanesimo secondario che si manifesta con emanazione di sali sulfurei a temperature medie di 40 gradi, con escursioni comprese tra i 36 e i 42 °C e variazioni nelle diverse stagioni e ore del giorno. A causa della temperatura elevata, il soggiorno nella grotta, secondo la leggenda scavata da Dedalo nel periodo in cui il territorio era occupato dai Sicani, era tradizionalmente utilizzato per la cura di affezioni quali artrite, reumatismi, gotta e sciatica. All'interno erano stati realizzati sedili e banconi e praticati fori nelle pareti nei quali dovevano essere inseriti gli arti sofferenti. Comprendendone le potenziali proprietà curative, difatti, in seguito ad un'indagine commissionata nel 1880 dal consiglio comunale di Sciacca al professor Silvestro Zinno, il comune si propose di realizzarne uno stabilimento termale.
Le grotte del complesso vengono così denominate: Stufa di San Calogero, Grotta del Lebbroso, Grotta Gallo, Grotta Cucchiara e Grotta del Mastro. La più nota fra queste è la Stufa di San Calogero, che si sviluppa per 9,4 m in lunghezza, 4,2 m in larghezza e 4 m in altezza.
Nel 2017 all'interno del complesso di grotte sulfuree sono state rinvenute antiche maioliche risalenti all'Età del rame, fra cui anche una giara in cui sono state trovate tracce di un vino di 6000 anni fa e perciò classificabile come vino più antico d'Italia.
Nel monte Kronio o nei dintorni non sono mai state rinvenute tracce di lava o lapilli, per cui è da escludere che sia mai stato un vulcano attivo. La complessa stratificazione geologica visibile a causa degli scavi di una vecchia cava mineraria, conferma una formazione dovuta a spostamenti della crosta terrestre piuttosto che ad accumulo vulcanico.

## Strutture all’interno della riserva naturale
A costeggiare la riserva si trovano inoltre il santuario/basilica di San Calogero, del XVI secolo, e l'Antiquarium di Monte Kronio.

### Antiquarium di Monte Kronio - Stufe di San Calogero
Sul monte si trova il sito museale "Antiquarium di Monte Kronio - Stufe di San Calogero", un complesso termale e una serie di grotte di origine carsica, sfruttate dall'antichità a fini terapeutici. L'Antiquarium è stato inaugurato negli anni ottanta e contiene reperti degli scavi effettuati ed ulteriori caratteristiche storico-sociali e geologiche sul complesso speleologico.
Il sito è gestito dalla Soprintendenza dei beni culturali e ambientali di Agrigento.

### Santuario di San Calogero
La Basilica-Santuario di San Calogero fu edificata nel 1530 e dal 1948 è affidata al Terzo Ordine Regolare di San Francesco. Elevata alla dignità di basilica minore nel 1979 da papa Giovanni Paolo II, ospita una statua del santo, opera di Antonello Gagini.